# 로스트 코맨드
로스트 코맨드(Lost Command)는 미국에서 제작된 마크 로브슨 감독의 1966년 드라마, 전쟁 영화이다. 앤서니 퀸 등이 주연으로 출연하였고 마크 로브슨 등이 제작에 참여하였다.

## 출연

### 주연
- 앤서니 퀸
- 알랭 들롱
- 조지 시걸
- 미셸 모르강
- 모리스 로네
- 클라우디아 카르디날레

### 조연
- 그레고리 아슬런
- 장 세르베
- 모리스 사파티
- 쟝-끌로드 베크
- 샐 라몬트
- 자크 마린
- 쟝 폴 몰리노트
- 앤드리스 몬릴
- 고든 헤스
- 앨버트 시모노
- 르네 하바드
- 아르망 메스트랄
- 버트 쿼크
- 알 멀록
- 마리 버크
- 알도 샘브렐

## 제작진
- 협력프로듀서: 존 R. 슬로언
- 미술: 존 스톨